# Pongo tapanuliensis
Pongo tapanuliensis hay đười ươi Tapanuli là một loài đười ươi bản địa Sumatra, Indonesia. Việc nó được xác định là một loài mới vào năm 2017 khiến nó trở thành thành viên thứ ba trong chi Đười ươi, cùng với đười ươi Sumatra (Pongo abelii, ở xa hơn về miền tây bắc của Sumatra) và đười ươi Borneo (Pongo pygmaeus). Đây là loài vượn lớn mới đầu tiên được mô tả khoa học kể từ khi bonobo được mô tả năm 1929.

## Phát hiện và đặt tên
Quần thể đười ươi biệt lập ở Batang Toru, Tapanuli Selatan, được ghi nhận lần đầu trong một chuyến du khảo năm 1997, dù vào thời điểm đó chúng chưa được coi là loài riêng biệt. P. tapanuliensis được xác định là loài mới trong một nghiên cứu chi tiết. Nghiên cứu này thu thập dữ liệu di truyền từ 37 cá thể, và thực hiện phân tích hình thái của 34 mẫu đười ươi đực trưởng thành. Một phần quan trọng của nghiên cứu là cá thể mẫu gốc của loài: bộ xương của một con đực trưởng thành bị dân địa phương giết năm 2013. Mẫu mật này có nét bề ngoài khác biệt với đồng loại, nhất là những đặc điểm nhất định của răng và sọ. Sọ và postcranial hiện được trưng bày tại bảo tàng động vật học Bogor.

## Phát sinh loài
So sánh di truyền cho thấy P. tapanuliensis tách khỏi đười ươi Sumatra khoảng 3,4 triệu năm trước, nhưng càng bị cô lập hơn sau sự kiện siêu phun trào Toba chừng 75.000 năm trước. Hai loài vẫn có những tiếp xúc rời rạc, cho tới 10.000 đến 20.000 năm trước. Để so sánh, đười ươi Sumatra và đười ươi Borneo tách khỏi nhau khoảng 670.000 năm trước. Hai hòn đảo từng nối với nhau (và cùng là một phần của Sundaland). Nơi P. tapanuliensis sống ngày nay có lẽ gần với chỗ mà tổ tiên chung của ba loài đười ươi đã đến, từ Đông Nam Á lục địa.

## Số lượng
Quần thể duy nhất của loài này chỉ có ít hơn 800 cá thể, có số lượng nhỏ nhất trong các loài chi Đười ươi . 78% loài này sống ở Hutan Lindung (Rừng phòng hộ), 8% chúng phân bố trong khu bảo tồn Cagar Alam được bảo vệ nghiêm ngặt và 14% còn lại phân bố trong phạm vi hoàn toàn không được bảo vệ.

## Phân bố
Quần thể của loài này chỉ được biết đến ở vùng cao của Hệ sinh thái Batang Toru, có diện tích khoảng 1.500 km², 1.022 km² trong đó là môi trường sống thích hợp cho chúng. Chúng cũng xuất hiện ở các khu rừng đầm lầy than bùn đất thấp ở khu vực Lumut . Có 1 số báo cáo vào năm 1879 đã mô tả các cuộc chạm trán của đười ươi gần thị trấn nhỏ Mantinggi, phía nam của quần thể hiện tại.

## Thức ăn
Loài này đã được quan sát lúc ăn một số loài, ví dụ: Agathis borneensis, Gymnostoma sumatranum,... thỉnh thoảng chúng cũng được quan sát thấy ăn một số loài thực vật ở Gunung Palung, ví dụ: Sundacarpus amara, quả của một loài Agathis không xác định,...

## Đe dọa
Do địa hình ở khu vực là cực kỳ hiểm trở nên các mối đe dọa chỉ giới hạn như chặt phá rừng được bảo vệ bất hợp pháp, săn bắn và giết hại trong xung đột mùa màng và buôn bán đười ươi non. Tuy nhiên, tình trạng xâm lấn và săn bắn ngày càng gia tăng trong những thập kỷ gần đây do dòng người di cư từ đảo Nias, phía tây Sumatra định cư trên đất rừng được bảo vệ ở bìa rừng Batang Toru, nơi hiện không có tuyên bố chủ quyền về đất đai. Ngoài ra, bất chấp sự thay đổi hiện trạng đất từ rừng sản xuất sang rừng phòng hộ vào năm 2014, một công ty vẫn duy trì giấy phép khai thác 300 km² gây tranh cãi nằm trong khu rừng nguyên sinh thuộc phạm vi hiện tại của loài này. Phía tây quần thể có một mỏ vàng và bạc đã chuyển đổi thành đất dành cho quần thể của loài này, mặc dù thế nhưng việc khai thác vẫn tiếp diễn dẫn đến tranh cãi. Gần đây, 1 dự án thủy điện đã được đề xuất ở khu vực có mật độ đười ươi cao nhất, có thể ảnh hưởng đến 100 km² tức 10% quần thể của chúng.

## Bảo tồn
Đã có một số hành động nhất định nhằm bảo tồn loài này, ví dụ: giáo dục người dân nhằm bảo vệ loài này, được bảo vệ bởi luật pháp quốc tế, ... Hiên tại, Đười ươi Tapanuli cũng được luật pháp quốc tế bảo vệ được liệt kê trong Phụ lục I của Công ước CITES.